# Кафери
Кафери (енгл. Kaffir), заједнички назив за домородачко, црначко становништво у европским колонијама у Јужној Африци, који су користили Бури и Британци.

## Етимологија
Термин Кафер потиче од арапске речи Кафир (Каур), која означава невернике или пагане. Арапски трговци у Јужној Африци називали су овим именом сва локална домородачка племена, без обзира на њихово етничко порекло, иако се радило о више различитих афричких народа, од којих су најбројнији били Банту, Бушмани и Хотентоти. Бурски колонисти у Јужној Африци  прихватили су овај назив у 17. веку од локалних арапских трговаца, и користили су га за сво домородачко становништво у својим колонијама без разлике, иако се радило о разним народима, од којих су најбројнији били Зулу, Коса, Басуто и Свази. Овај назив задржао се и у британским колонијама све до почетка 20. века.